# Poissonova konstanta (mechanika)

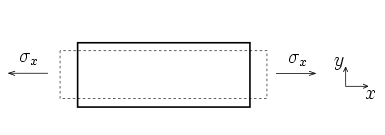
Ilustrace vztahu mezi podélnou a příčnou deformací

Poissonova konstanta označuje poměr relativního prodloužení tyče k jejímu relativnímu příčnému zkrácení – zúžení při namáhání tahem. Označuje se písmenem m, je bezrozměrná a v absolutní hodnotě větší než 1. Konstanta je závislá na typu materiálu. Veličina je pojmenována po Siméonu Denisu Poissonovi.

## Poissonovo číslo

Na krychli z izotropického lineárně pružného materiálu o straně L působí tah ve směru osy x. Poissonovo číslo krychle je 0,5. Zelená krychle označuje původní stav, zatímco červená je natažená ve směru osy x o a zúžená ve směru os y a z o.

V praxi se častěji používá převrácená hodnota Poissonovy konstanty tzv. Poissonovo číslo. Označuje se řeckým písmenem μ (v některých zdrojích ν). Hodnota je také bezrozměrná a pro většinu materiálů nabývá hodnot z intervalu 0 až 0,5. Platí:
{\displaystyle \mu ={\frac {1}{m}}={\Big |}{\frac {\varepsilon _{y}}{\varepsilon _{x}}}{\Big |}}
Kde
- {\displaystyle \mu } – Poissonovo číslo
- m – Poissonova konstanta
- {\displaystyle \varepsilon _{x}} – Poměrná deformace v podélném směru (směru namáhání)
- {\displaystyle \varepsilon _{y}} – Poměrná deformace v příčném směru (kolmém na směr namáhání)

Poissonovo číslo je pro izotropní materiály nezávislé na směru zatěžování. Pro anizotropní materiály jako například dřevo, nebo kompozitní materiály je Poissonovo číslo různé v závislosti na směru zatížení vůči struktuře.
Z výše uvedené definice vyplývá, že Poissonovo číslo je vždy kladné, protože představuje absolutní hodnotu podílu poměrných deformací. Protože pro většinu materiálů platí, že se při natahování v příčném směru zužují a tedy
{\displaystyle \varepsilon _{x}>0\!} a {\displaystyle \varepsilon _{y}\leq 0\!}
Některé zdroje uvádějí definici Poissonova čísla i ve tvaru:
{\displaystyle \mu =-{\frac {\varepsilon _{y}}{\varepsilon _{x}}}}
Existují však moderní materiály, které se při natažení v jednom směru zvětší i v příčném směru. Při použití druhého vztahu mají tyto materiály záporné Poissonovo číslo. Takové materiály se nazývají auxetické.

## Hodnoty
Hodnoty Poissonova čísla pro vybrané materiály jsou uvedeny v tabulce.
| Materiál        | Poissonovo číslo |
| --------------- | ---------------- |
| Ocel            | 0,27–0,30        |
| Litina          | 0,21–0,26        |
| Slitiny hliníku | 0,33             |
| Měď             | 0,33             |
| Hořčík          | 0,35             |
| Titan           | 0,34             |
| Beton           | 0,20             |
| Sklo            | 0,24             |
| Pryž            | 0,50             |
| Korek           | 0,00             |

## Vztah mezi moduly pružnosti
Pro izotropní materiál dává Poissonovo číslo do souvislosti modul pružnosti v tahu tzv. Youngův modul s modulem pružnosti ve smyku podle rovnice:
{\displaystyle G={\frac {E}{2(1+\mu )}}}
Kde
- {\displaystyle G} – Modul pružnosti ve smyku
- {\displaystyle E} – Youngův modul
- {\displaystyle \mu } – Poissonovo číslo